# Lista över skivbolag ägda av Sony Music
| - Columbia Records - Aware Records - Burgundy Records - Chaos Recordings - C2 Records - LBW Entertainment - Loud Records - Epic Records - Caribou Records - Daylight Records - 550 Music - Ruthless Records - WTG Records - The Work Group - Federation Records - GUN Records - Kinetic Records - Legacy Recordings - Windham Hill Records - Private Music - Ode Records - Ravenous Records - RCA Music Group - RCA Records - Arista Records - J Records - Full Surface Records - US Records - Polo Grounds Music - Bluebird Records - Phonogenic Records - Provident Music Group - Provident Label Group - Brentwood Records - Benson Records - Essential Records - Flicker Records - Beach Street Records - Reunion Records - Praise Hymn Music Group - Provident Special Markets - Provident-Integrity Distribution | - RED Distribution - Cashville Records - Red Ink Records - Shane Songs - Sony Nashville - Open Wide - Arista Nashville - BNA Records - RCA Nashville - Columbia Nashville - Sony Masterworks - Sony Music Australia - Masterworks Broadway Records - Playbill Records - RCA Victor Red Seal Records - Sony Classical - Sony Broadway - Odyssey Records - Arte Nova Classics - Deutsche Harmonia Mundi - Sony Wonder (flyttad) - Zomba Music Group - Battery Records - Epidemic Records - La Face Records - Jive Records - Music for Nations Records - Pinacle Records - Scotti Brothers Records - Silvertone Records - Verity Records - Volcano Records/Zoo Records - X-Cell Records - Sony BMG International Companies - BMG Music Japan - Sony BMG Music Philippines, Inc. (före detta BMG Records Pilipinas, Inc.) - Sony Music Thailand - Bakery Music - Sony Discos - TriStar Music - Gain Music Entertainment |

## Independent skivbolag som distribueras av Sony Music Entertainment
- Almost Gold Recordings
- BNM Records (Australien)
- Century Music Malaysia
- Dancing Cat Records (via Windham Hill)
- D-Town Records
- Gain Music Entertainment
- GOOD Music
- Gun Records
- Deutsche Harmonia Mundi
- Independiente Records
- Nick Records
- NotNowMum! Records
- One Records
- Platinum Star Records
- Rukus Avenue
- Shout! Factory
- Thrive Records
- Thugtertainment
- Wind-up Records
- WWE Music Group